# 1903 v hudbě
Na této stránce naleznete seznam událostí souvisejících s hudbou, které proběhly roku 1903.

## Opery
- Nížina - Světová premiéra opery Eugena d'Alberta  se uskutečnila 15. listopadu v Praze v Německém divadle.
- Lešetínský kovář (Stanislav Suda)

## Narození
- 06. února – Claudio Arrau, chilsko-americký klavírista († 9. června 1991)
- 20. února – Karel Janeček, český hudební skladatel, teoretik a pedagog († 4. ledna 1974)
- 10. března – Bix Beiderbecke, americký kornetista († 6. srpna 1931)
- 03. dubna – James „Bubber“ Miley, americký trumpetista a kornetista († 20. května 1932)
- 03. května – Bing Crosby, americký zpěvák († 14. října 1977)
- 12. června – Antonín Devátý, český houslista, dirigent, hudební skladatel a pedagog († 25. května 1984)
- 26. června – St. Louis Jimmy Oden, americký zpěvák († 30. prosince 1977)
- 15. září – Roy Acuff, americký zpěvák († 23. listopadu 1992)
- 16. září – Joe Venuti, americký houslista († 14. srpna 1978)
- 01. října – Vladimir Horowitz, ruský klavírista († 5. listopadu 1989)
- 16. října – Big Joe Williams, americký zpěvák a kytarista († 17. prosinec 1982)
- 25. října – Miroslav Jiroušek, český hudební skladatel a matematik († 6. dubna 1983)
- 26. listopadu – Alice Herzová-Sommerová, česká klavíristka

## Úmrtí
- 11. dubna – Václav Vlastimil Hausmann, český hudební skladatel (* 2. ledna 1850)
- 17. května – Karel Šebor, český houslista, hudební skladatel a dirigent (* 13. srpna 1843)
- 10. června – Victorin de Joncières, francouzský hudební skladatel (* 12. dubna 1839)
- 15. července – Eugen Miroslav Rutte, český hudební skladatel (* 13. srpna 1855)
- 26. srpna – Wilhelm Elsner, český operní pěvec (* 10. listopadu 1869)
- 28. srpna – August Labitzky, český houslista, hudební skladatel a dirigent (* 22. října 1832)